# Clípeo

Clípeo de um insecto.

Clípeo (do latim clypeus, um tipo de escudo circular e côncavo) é a designação dada em zoologia à placa que forma a porção terminal anterior da carapaça da maioria dos artrópodes. Em micologia a designação é por vezes aplicada ao tecido discóide escuro que rodeia os peritécios de alguns ascomicetas.
Nos insectos a designação é aplicada à face anterior média da cabeça, em geral formada pela fusão de dois escleritos, que suporta o lábio na sua margem anterior.
Nos aracnídeos, designa a parte do cefalotórax das aranhas que se situa entre os olhos e base das quelíceras.